# Mosquiter fumat
El mosquiter fumat (Phylloscopus fuligiventer) és una espècie d'ocell de la família dels fil·loscòpids (Phylloscopidae). Es troba a Bangladesh, Bhutan, Xina, l'Índia, Nepal. Els seus hàbitats principals són les praderies i matollars temperats i els cursos d'aigua. El seu estat de conservació es considera de risc mínim.